# Plesionika fimbriata
Plesionika fimbriata is een garnalensoort uit de familie van de Pandalidae. De wetenschappelijke naam van de soort is voor het eerst geldig gepubliceerd in 1985 door Chace.